# Turbinicarpus laui
Espèce
Synonymes
- Neolloydia laui (Glass & R. A. Foster) E. F. Anderson[2]
- Pediocactus laui (Glass & R.A.Foster) Halda[3]

Statut de conservation UICN

 CR B2ab(iii,v) : 
En danger critique
Turbinicarpus laui est une espèce de plantes à fleurs de la famille des Cactaceae. C'est un cactus endémique des déserts chauds du Mexique.